# Hwang In-suk
Hwang In-suk  (Hangul: 황인숙) es una poetisa moderna de Corea del Sur.

## Biografía
Hwang In-suk nació el 21 de diciembre de 1958 en Seúl, Corea del Sur. Debutó en 1984 con el poema Naceré como un gato. Como el título del poema sugiere, Hwang In-suk está muy interesada en la sociedad de "los gatos del callejón", las vidas solitarias y aisladas de la ciudad, tanto humanas como felinas. De hecho, admite que deja agua y comida para los gatos callejeros de su barrio, y que, aunque nunca ve a los gatos que alimenta, disfruta al encontrar los platos vacíos.
Sus amigos la llaman "la poeta que tiene cuatro cosas y no tiene otras cuatro". Lo que ella no tiene es casa, dinero, marido e hijos; y lo que tiene es la poesía, los amigos, un espíritu libre y un corazón generoso.

## Obra
Como en el verso "Un barrio donde ya no viven gatos /es un barrio vacío de alma humana" (de "Cuida de los gatos"), la poetisa da valor a la observación detallada de su entorno, reuniendo a los pobres, desarrapados y tristes, y confortándolos con un rayo de esperanza. Como se puede apreciar, la soledad es un tema importante en su poesía. Según ella misma dice: "Si miras con atención, ya sea a los espíritus, a las personas o las cosas, en algún lado alguien está murmurando "estoy solo". Para ella, es esta enfermedad sin cura la que lleva a la gente a hundirse en el dolor; piensa también que la soledad no se supera fácilmente. Escribe sobre la esperanza que está siempre oculta en algún sitio. Esta esperanza se alcanza con la poesía, que atrapa las verdades de la vida a través del lenguaje puro. "Volvamos a la belleza del lenguaje, a su candor, a su suavidad. Si podemos hacer eso, creceremos más cerca de la belleza, la suavidad y el candor de la vida".
Hwang In-suk ha sido muy prolífica, con trece poemarios publicados desde 1988.
Tiene una obra traducida y disponible en línea.

## Obras en coreano (lista parcial)
Poemarios
- Los pájaros que liberaron al cielo (Saedeuleun haneuleul jayuropge puleonok'o, Munhak gwa jiseongsa, 1988)
- La tristeza me despierta (Seulpeumi naleul ggaeunda, Munhakgwa jiseongsa, 1990)
- Nos encontramos como aves migratorias (Urineun cheolsae cheoreom mannadda, Munhakgwa jiseongsa, 1994)
- Mi melancólico y precioso bien amado  (Na ui chimulhan, sojunghan iyeo, Munhakgwa jiseongsa, 1998)
- El paseo obvio (Jamyeonghan sanchaek, Munhakgwa jiseongsa, 2003)
- Tren nocturno a Lisboa (Liseubon haeng yagan yeolcha, Munhakgwa jiseongsa, 2007)

Recopilaciones de prosa
- Estoy solo (Naneun godok hada, Munhak dongne, 1997)
- La carne es triste (Yukcheneun seulpeora, Pureun chaekdeul, 2000
- La gente en el tejado (Jibung wi ui salamdeul, Munhak dongnem 2002)
- Ensayos de Hwang In-suk (Insukmanpil, Maeumsanchaek, 2003)
- Ahora, otra vez esos corazones (Ije dashi geu maeumdeuleul, Ida Media, 2004)
- Lo que tienen los callejones (Geu golmoki pume inneun geotdeul, Saemteosa, 2005)
- Los patrones de la voz (Moksori ui muneui, Saemteosa, 2006)
- Días de alegría (Ilillangnak, Maeum sanchaek, 2007),